# Mikiola populi
Mikiola populi är en tvåvingeart som först beskrevs av Shinji 1938.  Mikiola populi ingår i släktet Mikiola och familjen gallmyggor. Inga underarter finns listade i Catalogue of Life.